# 1901 no futebol
A seguir, são apresentados os eventos de futebol do ano 1901 em todo o mundo.

## Clubes fundados no ano
- 7 de abril: River Plate ( Argentina).[1]

## Campeões nacionais
- Argentina: Alumni Athletic Club
- Escócia: Rangers
- Inglaterra: Liverpool
- Irlanda: Distillery
- Itália: A.C. Milan
- Suécia: AIK
- Suíça: Grasshopper Zurich
- Uruguai: CURCC